# Episodi di Doctor Doctor (terza stagione)
La terza e ultima stagione della sitcom Doctor Doctor è andata in onda negli Stati Uniti dal 19 settembre 1990 al 6 luglio 1991 sul canale CBS. L'episodio finale, Long Day's Journey into Dierdre, non è mai stato trasmesso, facendo così diventare Two Angry Men l'effettivo finale di serie.
In Europa i due episodi sono stati trasmessi regolarmente.
| nº | Titolo originale                     | Titolo italiano | Prima TV USA      | Prima TV Italia |
| -- | ------------------------------------ | --------------- | ----------------- | --------------- |
| 1  | Ch-Ch-Ch-Changes                     |                 | 19 settembre 1990 |                 |
| 2  | Murder, He Wrote                     |                 | 26 settembre 1990 |                 |
| 3  | Who's Afraid of Leona Linowitz?      |                 | 3 ottobre 1990    |                 |
| 4  | Making Mr. Right                     |                 | 18 ottobre 1990   |                 |
| 5  | The Terminator                       |                 | 25 ottobre 1990   |                 |
| 6  | Providence                           |                 | 1º novembre 1990  |                 |
| 7  | The Last Temptation of Mike          |                 | 8 novembre 1990   |                 |
| 8  | Ice Follies                          |                 | 15 novembre 1990  |                 |
| 9  | The Young and the Hopeless           |                 | 22 novembre 1990  |                 |
| 10 | Good Doc, Bad Doc                    |                 | 29 novembre 1990  |                 |
| 11 | Malpractice Makes Imperfect          |                 | 6 dicembre 1990   |                 |
| 12 | Somewhere in the Berkshires          |                 | 13 dicembre 1990  |                 |
| 13 | When Bad Books Happen to Good People |                 | 20 dicembre 1990  |                 |
| 14 | Sleeping Sickness                    |                 | 3 gennaio 1991    |                 |
| 15 | Anatomy of Love                      |                 | 8 gennaio 1991    |                 |
| 16 | Butterfields Are Free                |                 | 15 gennaio 1991   |                 |
| 17 | Two Angry Men                        |                 | 22 gennaio 1991   |                 |
| 18 | Long Day's Journey into Dierdre      |                 | inedito           |                 |